# Back to the Primitive
«Back to the Primitive» es una canción de la banda brasileña-estadounidense de groove metal Soulfly. Fue lanzado el 4 de diciembre de 2000 como el primer sencillo de su segundo álbum de estudio Primitive, editado en septiembre de 2000.

## Letra y música
La canción presenta riffs sencillos en tonos graves, además de tambores tribales y parloteo; también toca berimbau al comienzo. Líricamente, esta canción política trata sobre la relegación del gobierno nacional a la sociedad tribal local. Todos los estribillos comienzan con "Back to the Primitive", excepto la primera línea de la letra, "Um, dois, treis, quatro" ("uno, dos, tres, cuatro" en portugués), que inicia la canción, y las estrofas que contienen solo "primitivo" por línea.

## Video musical
La canción comienza con un berimbau, pero no ocurre lo mismo en el videoclip que la acompaña. En su lugar, la introducción reproduce percusión tribal con cánticos "Soulfly" alternados por Cavalera y los espectadores; el berimbau se muestra, pero no se escucha. La introducción con percusión dura 29 segundos, en comparación con los solo 23 segundos de la introducción con berimbau. El video intercala imágenes religiosas y personajes de diferentes culturas mientras la banda interpreta la canción frente al público. Al final del video, Ozzy Osbourne hace un cameo diciendo "Primitive!" a la cámara.

## Lista de canciones
Todas las letras escritas por Max Cavalera, excepto lo que se indique, toda la música compuesta por Max Cavalera. 
| Sencillo CD |                                           |          |  |
| N.º         | Título                                    | Duración |  |
| 1.          | «Back to the Primitive»                   | 4:01     |  |
| 2.          | «Terrorist» (Total Destruction Mix)       | 4:39     |  |
| 3.          | «Back to the Primitive» (Dub Shit Up Mix) | 4:35     |  |

- incluye un video musical de "Back to the Primitive"

## Posicionamiento en lista
| Lista (2000)                         | Posición |
| ------------------------------------ | -------- |
| UK Singles (Official Charts Company) | 120      |

## Personal
Soulfy
- Max Cavalera – voz, guitarra rítmica, berimbau
- Mikey Doling - guitarra solista
- Marcello D. Rapp – bajo, percusión
- Joe Núñez - batería